# TR1700型潜水艦
TR-1700型潜水艦はティッセン・ノルトゼーヴェルケが建造し、アルゼンチン海軍がサンタクルス級として導入しているディーゼル・エレクトリック潜水艦。1980年代の設計で、第二次世界大戦後にドイツで建造された潜水艦としては最大級である。また、ディーゼル潜水艦としては世界最速である。

## 開発
1977年の当初計画ではドイツのティッセン・ノルトゼーヴェルケで2隻、アルゼンチンのドメク・ガルシア造船所で2隻、さらに小型のTR1400型2隻をアルゼンチンで2隻の計6隻を建造する予定であった。最終的には1982年にTR1700型6隻を建造する契約が締結された。アルゼンチンで建造されるTR1700型は、当時INVAPで開発が進められていたCAREM炉を搭載して原子力潜水艦に改装する計画であった。この計画は後に復活が試みられたものの、実を結ぶことはなかった。

## 設計
設計はティッセンが担当し、水中での高速性と長い行動時間、生残性に意が払われた。MTU製ディーゼルエンジンと発電機のセットを4基備え、120セルの電池8個でシーメンス製電動機を駆動して速力25ノット (46 km/h; 29 mph) を発揮する。潜航深度は300 m (980 ft) である。行動可能時間は通常でも30日で、最大70日まで延長できる。深海救難艇（DSRV）とのメイティングも可能である。艦首に6本の533 mm (21 in) 魚雷発射管を備え、22本のMk37魚雷を搭載する。自動魚雷装填装置により、50秒で魚雷を再装填できる。
ティッセンはTR1700A型をオーストラリアのコリンズ級潜水艦プログラムに提案した。これは耐圧船殻を6メートル延長するとともに50センチメートル拡幅したものであった。しかし、コックムスが提案したヴェステルイェトランド級潜水艦の拡大型、471型に敗れ、受注を得ることはできなかった。

## 運用
最初の2隻は1984年から1985年にかけて納入される予定であった。アルゼンチンで建造される4隻は1980年代のアルゼンチンの経済危機のため中断された。1996年の時点で、サンタフェが進捗70%（52%とする資料もある）、サンチャゴ・デル・エステロに至っては30%に留まっていた。5番艦・6番艦は台湾への売却も検討されたが頓挫し、最初に就役した2隻の運用を継続するための部品取りに使われている。
1番艦サンタクルス (S-41) は1999年9月から2001年にかけてブラジルのリオデジャネイロにあるアルセナル・デ・マリーニャで近代化改装を受けた。この改装では機関と電池、ソナーが換装された。2番艦サンフアン (S-42) はドメク・ガルシア造船所で2007年から同様の改装を受け、2013年に完了した。
2010年9月に、アルゼンチン国防省が3番艦サンタフェ (S-43) を竣工させ戦力化することの実現可能性調査を行っていたことが明らかになった。意思決定はサンフアンの近代化改装が完了してから行うこととされた。サンタフェを竣工させるためには6000万ドルが必要になると推定された。
2017年11月15日、サンフアンが消息を絶ったことが17日に明らかになった。艦で火災が発生したという情報があるが、根拠はなくアルゼンチン海軍も否定している。消息を絶つ前のサンフアンとの交信では、シュノーケルからの浸水によりバッテリーがショートしたことが報告され、その後同艦が爆発を起こした可能性がある。2018年11月16日にはアルゼンチン海軍から捜索の依頼を受けた民間海底探査会社が水深800メートルの海底で同艦を発見した。

## 同型艦
上記のように元々の計画では6隻を取得予定であり、うち2隻は西ドイツで建造され、残る4隻はアルゼンチン国内で建造されていたが、実際に就役したのは西ドイツで建造された2隻だけである。アルゼンチン国内で建造されていた4隻は全て建造途中で中止となり、うち3隻は共食い整備用の部品取りのためにドナーとして保管されている。
| 艦名                                               | 艦番号 | 建造                           | 竣工                                                    | 状況                                                                                   |
| -------------------------------------------------- | ------ | ------------------------------ | ------------------------------------------------------- | -------------------------------------------------------------------------------------- |
| サンタクルス ARA Santa Cruz                        | S-41   | ティッセン・ノルトゼーヴェルケ | 1984年10月18日                                          | アルゼンチン海軍で就役中                                                               |
| サンフアン ARA San Juan                            | S-42   | ティッセン・ノルトゼーヴェルケ | 1985年11月19日                                          | アルゼンチン海軍で就役中 2017年11月15日に交信途絶 2018年11月16日に水深800mの海底で発見 |
| サンタフェ ARA Santa Fe                            | S-43   | ドメク・ガルシア造船所         | 建造中止（進捗70%/52%) 竣工については実現可能性の調査中 | 建造中止（進捗70%/52%) 竣工については実現可能性の調査中                                |
| サンチャゴ・デル・エステロ ARA Santiago del Estero | S-44   | ドメク・ガルシア造船所         | 建造中止（進捗30%）                                     | 建造中止（進捗30%）                                                                    |
| (なし)                                             | S-45   | ドメク・ガルシア造船所         | 建造中止（進捗わずか） 部品取り用                       | 建造中止（進捗わずか） 部品取り用                                                      |
| (なし)                                             | S-46   | ドメク・ガルシア造船所         | 建造中止 部品取り用                                     | 建造中止 部品取り用                                                                    |

## ギャラリー

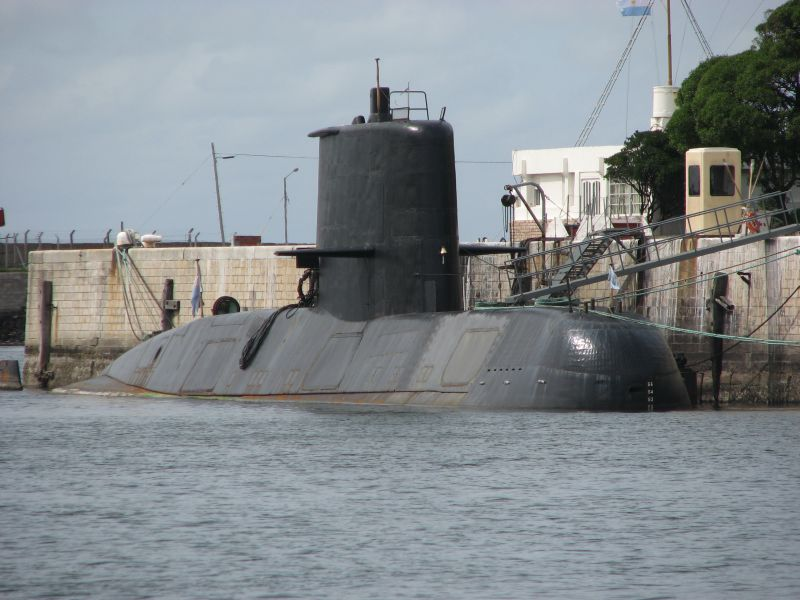
サンフアン (S-42)、2007年
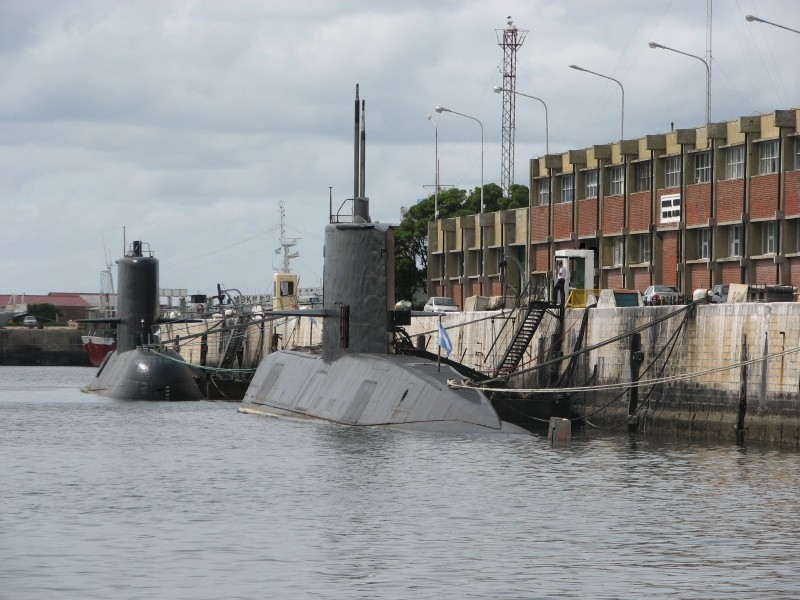
サンタクルス（S-41) とサンフアン (S-42)

### 注記
1. 1 2  Miller, David (2002). The Illustrated Directory of Submarines. Zenith Press. pp. 480. ISBN 0-7603-1345-8
2. 1 2 3  Santa Cruz class Patrol submarine
3. ↑  Promete Garré que se construirá un submarino nuclear en el país
4. ↑  Watts, Anthony (March 2002). Jane's Underwater Warfare Systems, 2002-2003. Jane's Information Group. pp. 629. ISBN 0-7106-2451-4
5. ↑  Woolner, Derek (18 September 2001). Procuring Change: How Kockums was Selected for the Collins Class Submarine. Canberra: Department of the Parliamentary Library. p. 34
6. 1 2  Wertheim, Eric (2002). Naval Institute Guide to Combat Fleets of the World: Their Ships, Aircraft, and Systems. US Naval Institute Press. pp. 1124. ISBN 1-59114-955-X
7. ↑  The hull of the S-42 ARA San Juan again soldier
8. ↑  El arte de reparar submarinos - Pagina 12, 3 August 2014 (2016-05-01)
9. ↑  Por primera vez en la historia se construirán en nuestro país submarinos para la Armada
10. ↑  <"Argentina estudia construir submarino nuclear en astilleros propios" - FuerzasAeronavales website - article by Sergio Garcia Pedroche, 28/09/2010  (accessed 2016-07-16)
11. ↑  Goñi, Uki (2017年11月17日). “Argentina's navy searches for missing submarine with 44 crew on board” (英語). The Guardian. ISSN 0261-3077 2017年11月17日閲覧。
12. ↑  “浸水でバッテリーがショート＝アルゼンチン不明潜水艦”. 時事ドットコムニュース. (2017年11月28日) 2017年11月30日閲覧。
13. ↑  “1年前に消息不明のアルゼンチン軍潜水艦、残骸を発見”.  AFP通信 (2018年11月18日). 2018年11月18日閲覧。
14. ↑  Congreso Nacional: del submarino ARA Santa Fe, el cual se encuentra al 70% de su construcción

## 関連書籍
- Amendolara Bourdette, Ignacio (2005) (Spanish, English). Guia de los buques de la Armada Argentina 2005-2006. Buenos Aires, Argentina. ISBN 987-43-9400-5 2014年9月13日閲覧。
- Sergio Garcia Pedroche (2010年7月23日). “Retomarían Proyecto de Submarino de Propulsión Nuclear” (Spanish). FuerzasAeronavales.com.   Fuerzas Aeronavales. 2016年7月16日閲覧。